# Aguilón
Aguilón – gmina w Hiszpanii, w prowincji Saragossa, w Aragonii, o powierzchni 59,45 km². W 2011 roku gmina liczyła 254 mieszkańców.